# María Osorio y Pimentel

Stemma dei marchesi di Villafranca del Bierzo

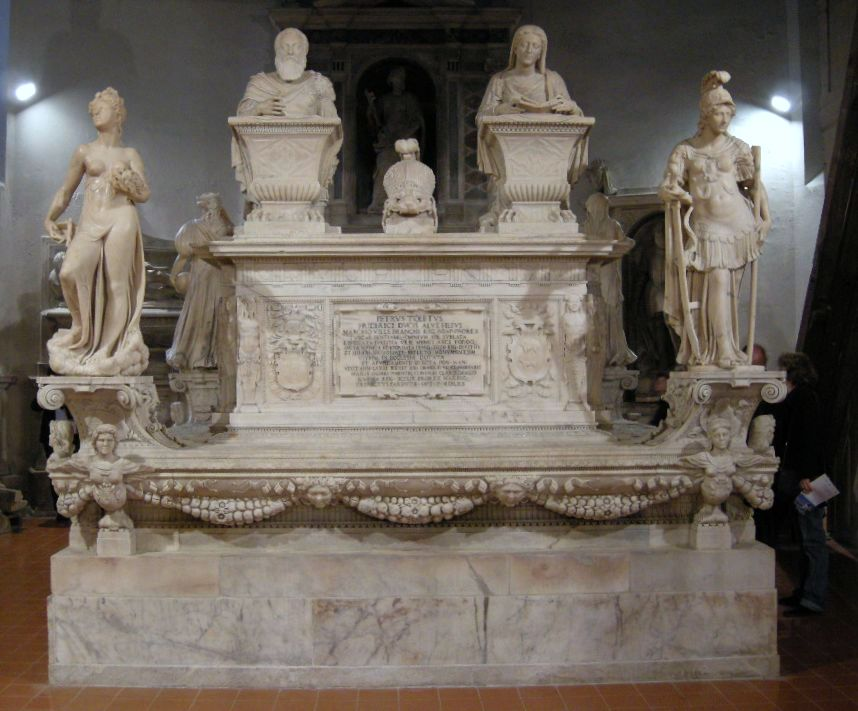
Giovanni da Nola, Sepolcro di Don Pedro di Toledo e Donna María Osorio.

María Osorio y Pimentel (Madrid, 1498 – Napoli, ottobre 1539) fu una nobildonna castigliana, seconda marchesa di Villafranca del Bierzo per nascita e consorte di Pedro Álvarez de Toledo y Zúñiga, viceré di Napoli. Fu madre della celebre Eleonora di Toledo, duchessa di Firenze.

## Biografia
Donna María nacque all'inizio del 1498, figlia postuma di Luis Pimentel y Pacheco, morto il 24 novembre 1497 per una caduta accidentale, e di Juana Osorio, prima marchesa di Villafranca del Bierzo. Trovandosi ad essere forse la più ricca ereditiera castigliana, fu presa sotto la tutela della regina Isabella di Castiglia.
A tredici anni, per intercessione del re Ferdinando II d'Aragona, fu data in sposa a Don Pedro Álvarez de Toledo, cadetto della Casa d'Alba, figlio di Fadrique Álvarez de Toledo y Enríquez, secondo duca d'Alba.
Don Pedro, fedelissimo di Carlo V, fu nominato viceré di Napoli dall'imperatore e nel 1532 prese possesso del vicereame. Donna María, invece, entrò in città solo due anni dopo, nel 1534, insieme ai figli. Insieme al marito accolse nel 1535 l'imperatore a Napoli per il suo soggiorno ufficiale.
Mecenate di artisti, le fu dedicata una egloga dal poeta Garcilaso de la Vega: alla «illustre y hermosíssima María».
Donna María morì pochi mesi dopo il matrimonio tra sua figlia Eleonora con Cosimo I de' Medici, secondo duca di Firenze e futuro primo granduca di Toscana. La viceregina fu sepolta a Napoli nella Pontificia Reale Basilica di San Giacomo degli Spagnoli, dove Don Pedro fece iniziare la costruzione di una monumentale tomba, la cui realizzazione fu affidata a Giovanni da Nola.
Il marito, tuttavia, morì a Firenze e fu sepolto nella Cattedrale di Santa Maria del Fiore. Un anno prima di morire Don Pedro era convolato a seconde nozze con Vincenza Spinelli, figlia del Duca di Castrovillari e vedova di Caracciolo d'Aragona, Signore di Pisciotta.

## Discendenza
María e Pedro ebbero sette figli:
- Fadrique Álvarez de Toledo y Osorio primogenito.
- García Álvarez de Toledo y Osorio luogotenente della Guerra di Siena. Divenne il terzo marchese di Villafranca del Bierzo e sposò la duchessa Vittoria Colonna figlia del duca Ascanio I Colonna e della duchessa Giovanna d'Aragona.
- Luis Álvarez de Toledo y Osorio luogotenente del regno di Napoli quando Don Pedro partì alla volta di Firenze.
- Isabel Álvarez de Toledo y Osorio maggiore delle figlie, fu inizialmente promessa a Cosimo I de' Medici, che preferì però sposare la sorella minore Eleonora perché la dote richiesta era troppo onerosa ed inoltre il diplomatico mediceo Niccolini descrisse Isabella brutta e notoriamente sciocca. Si sposò quindi con Giovan Battista Spinelli, Duca di Castrovillari e Conte di Cariati.
- Leonor Álvarez de Toledo y Osorio sposò il duca Cosimo I de' Medici e divenne duchessa di Firenze e di Siena; la sua discendenza si imparentò con le principali famiglie europee.
- Juana Álvarez de Toledo y Osorio si sposò con Don Ferrante Ximes d'Urrea primogenito del Conte d'Altamira.
- Ana Álvarez de Toledo y Osorio sposò in prime nozze Alvaro de Mendoza y Alarcón (con discendenza); in seconde nozze Lope de Moscoso Osorio y Andrade, quarto conte di Altamira (con discendenza).